# Korrvik
Korrvik är en sjö i Hammarlands kommun i Åland (Finland). Den ligger i den västra delen av landskapet, 23 km norr om huvudstaden Mariehamn. Korrvik ligger 11 meter över havet. Den ligger på ön Fasta Åland. Arean är 9,2 hektar och strandlinjen är 2,41 kilometer lång. Sjön  ingår i Norra Ålands havs avrinningsområde. 
I övrigt finns följande vid Korrvik:
- Svartnö (en halvö)